# Fédération de Macao de football
La Fédération de Macao de football (anglais :Macau Football Association ou AFM; portugais : Associação de Futebol de Macau) est une association regroupant les clubs de football de Macao et organisant les compétitions nationales et les matchs internationaux de la sélection de Macao.
La fédération nationale de Macao est fondée en 1939. Elle est affiliée à la FIFA depuis 1978 et est membre de l'AFC depuis 1976.